# Церква святих верховних апостолів Петра і Павла (Піщане)
Церква святих верховних апостолів Петра і Павла в Піщаному — парафія і храм греко-католицької громади Залозецького деканату Тернопільсько-Зборівської архієпархії Української греко-католицької церкви в селі Піщане Тернопільського району Тернопільської области.

## Історія церкви
У 1928 році громада села збудувала храм, який з 1946 року належав РПЦ. Згодом богослужіння почали проводити у відреставрованому костелі. Жертводавцями храму були Петро Цяпало, Ганна Калушка та місцеві парафіяни.
Коли УГКЦ вийшла з підпілля, храм залишився у структурі РПЦ, тому греко-католицькі віряни проводили богослужіння в оселі Ганни Калушки. Наприкінці 1989 року вони утворили свою парафію. У 2001 році з візитацією парафію відвідав владика Михаїл Сабрига.
На парафії діють Вівтарна дружина і братство «Святої вервиці». Також на її території є хрест на честь скасування панщини та фігура Матері Божої.

## Парохи
- о. Г. Кутний (1989—1992),
- о. Михайло Пошва (1992—1994),
- о. Володимир П'єцух (1994—1995),
- о. Василь Кишенюк (1995—2002),
- о. Степан Гарбіч (адміністратор з 2002).